# Mikitamäe (Setomaa)
Koordinaten: 58° 0′ N, 27° 33′ O

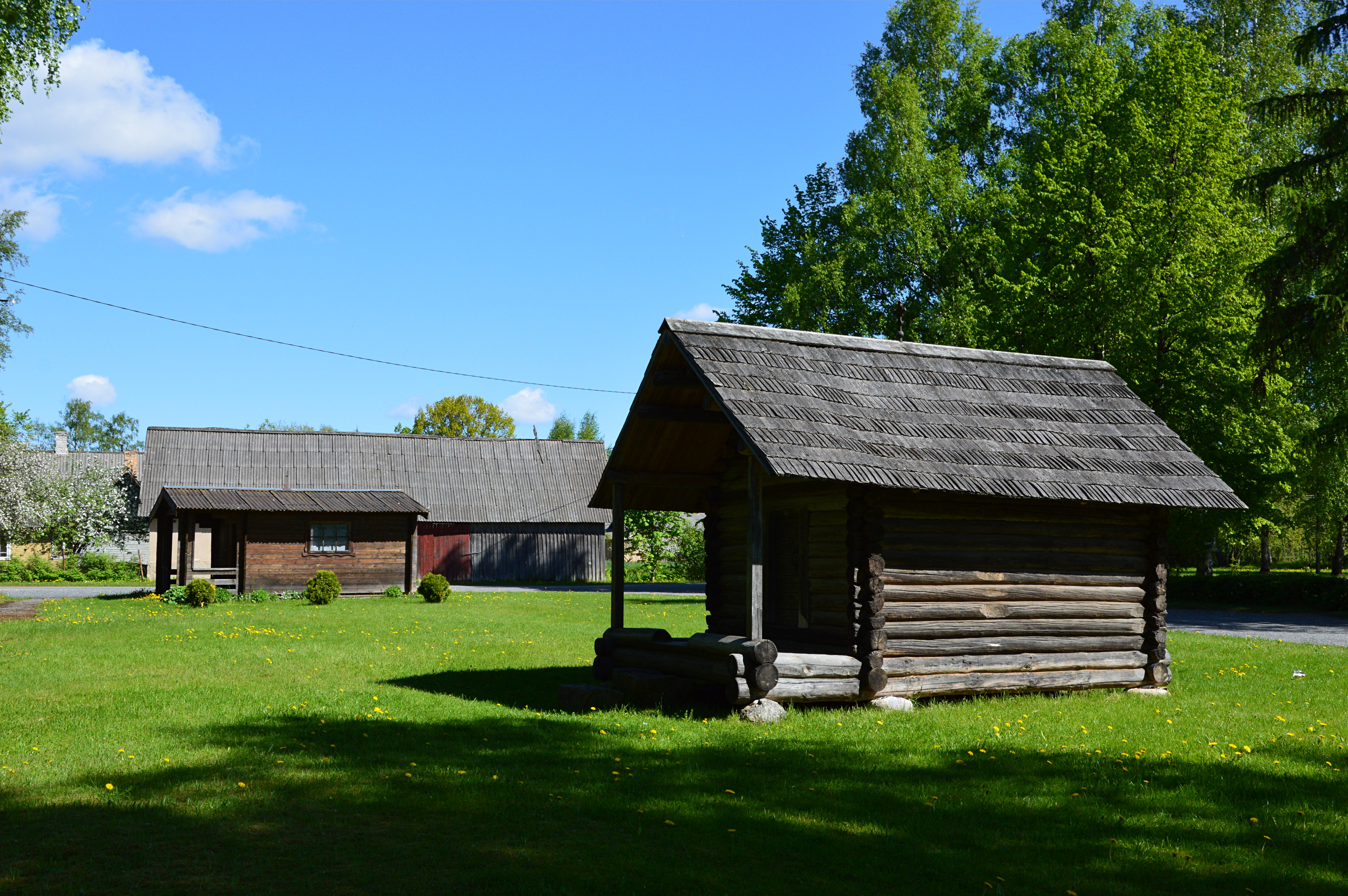
Die beiden Dorfkapellen von Mikitamäe, im Vordergrund die ältere

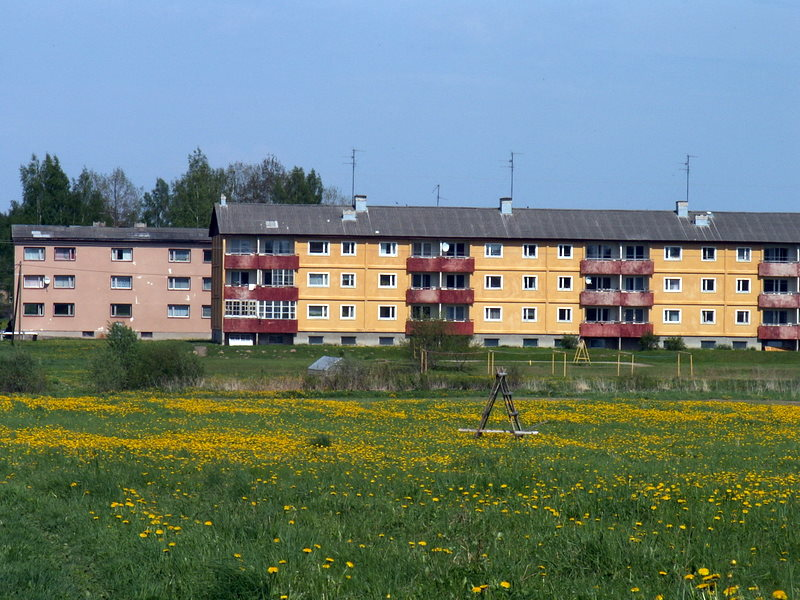
Plattenbauten sowjetischen Stils

Mikitamäe (Mikitamäe küla) ist ein Dorf in der estnischen Landgemeinde Setomaa im Kreis Võru. Bis 2017 war Mikitamäe der Hauptort der gleichnamigen Landgemeinde (Mikitamäe vald) im Kreis Põlva.
Das Dorf hat 267 Einwohner (Stand 31. Dezember 2011).

## Geschichte
Der Ort wurde erstmals im Jahr 1500 in russischen Chroniken unter dem Namen Nikitina Gora urkundlich erwähnt. In der Dorfmitte befindet sich ein unterirdischer Friedhof aus dem 13. Jahrhundert. Noch bis zur Mitte des 19. Jahrhunderts wurden dort Bestattungen vorgenommen.
1912 wurde eine russischsprachige Schule für die setukesischen Kinders des Ortes gegründet. Während der sowjetischen Besetzung Estlands wurde Mikitamäe zum Zentrum einer Sowchose ausgebaut.

## Gotteshäuser
In dem Ort befinden sich zwei traditionelle orthodoxe Dorfkapellen (setukesisch tsässon, Plural tsässonad).
Die ältere Dorfkapelle wurde nach dendrochronologischen Messungen bereits im Jahre 1694 errichtet. Sie ist das älteste erhaltene Holzgebäude auf dem estnischen Festland. Das Gotteshaus wurde nach Wiedererlangung der estnischen Unabhängigkeit umfassend restauriert und im Sommer 2009 wiedereröffnet.
Die neue Dorfkapelle stammt aus dem Jahr 1998.
Die ersten Bestattungen auf dem alten Friedhof des Dorfes wurden wahrscheinlich im 16. Jahrhundert vorgenommen. Spätestens in den 1840er Jahren wurde er aufgegeben. Er ist heute teilweise überbaut.